# Foddhoo
Foddhoo est une île habitée dans la subvdivision de Noonu, dans l'atoll Miladummadulu aux Maldives.
Elle est située à 176 km au nord de la capitale Malé.
Sa population était de 215 habitants en 2014.
En février 2020, la mise en place de protections côtières a été décidée, l'érosion ayant rapidement augmenté, en particulier au nord de l'île.